# 117e division d'infanterie (Empire allemand)
La 117e division d'infanterie est une unité de l'armée allemande créée en 1915 qui participe à la Première Guerre mondiale. Au cours de l'année 1915, la division combat en Artois au printemps et à l'automne avant d'occuper un secteur du front dans les Flandres. En 1916, la division est impliquée dans la bataille du mont Sorrel avant d'être transférée et de combattre sur la Somme.
En août 1916, la 117e division d'infanterie est déplacée sur le front de l'est et combat dans les Carpates puis sur le front roumain. En 1917, la division est transférée sur le front italien et participe à la bataille de Caporetto. À partir du mois de mars 1918, la division est convoyé sur le front de l'ouest et participe aux combats sur la Lys puis en août vers Amiens. Durant l'automne, elle est déplacée en Argonne et dans le secteur de Verdun où elle se trouve lors de la signature de l'armistice. La division est ensuite transférée en Allemagne où elle est dissoute au cours de l'année 1919.

## Première Guerre mondiale

### Composition

#### 1915 - 1916
- 233e brigade d'infanterie

11e régiment d'infanterie de réserve
22e régiment d'infanterie de réserve
157e régiment d'infanterie
- 233e régiment d'artillerie de campagne
- 1er et 2e escadron du 8e régiment de cuirassiers (de)
- 233e compagnie de pionniers

#### 1917
- 233e brigade d'infanterie

11e régiment d'infanterie de réserve
22e régiment d'infanterie de réserve
157e régiment d'infanterie
- 117e commandement d'artillerie divisionnaire

233e régiment d'artillerie de campagne
- 1er escadron du 8e régiment de cuirassiers
- 117e bataillon de pionniers

#### 1918
- 233e brigade d'infanterie

11e régiment d'infanterie de réserve
22e régiment d'infanterie de réserve
157e régiment d'infanterie
- 117e commandement d'artillerie divisionnaire

233e régiment d'artillerie de campagne
88e bataillon d'artillerie à pied
- 1er escadron du 8e régiment de cuirassiers
- 117e bataillon de pionniers

### Historique
La 117e division d'infanterie est une unité créée en 1915, elle est formée du 157e régiment d'infanterie issu de la 12e division, 11e régiment d'infanterie de réserve issu de la 11e division de réserve et du 22e régiment de réserve issu de la 12e division de réserve.

#### 1915
- 2 - 13 avril : formation dans la région de Liart, mise en réserve de l'OHL.
- 14 avril - 7 mai : occupation d'un secteur du front en Champagne.
- 7 mai - 23 juin : retrait du front, mouvement en Artois. À partir du 9 mai, engagée dans la bataille de l'Artois au nord de Souchez et à Notre-Dame de Lorette avec de lourdes pertes[n 1].
- 23 juin - 15 juillet : retrait du front, mise au repos et reconstitution dans la région de Lille.
- 15 juillet - 24 septembre : en ligne au nord-ouest de Lens entre Vermelles et la ligne de chemin de fer entre Lens et Grenay[1].
- 25 septembre - 15 octobre : engagée dans la 2e bataille de l'Artois vers Loos à nouveau avec des pertes très importantes[n 2].
- 15 - 30 octobre : retrait du front, réorganisation de la division dans la région de Tourcoing et de Roubaix.
- 31 octobre 1915 - début mars 1916 : en ligne occupation d'un secteur du front dans la région de Messines.

#### 1916
- avril - début juin : retrait du front repos dans la région de Courtrai, puis instruction au camp de Beverlo.
- 1er juin - 19 juillet : en ligne dans la région à l'est d'Ypres, à proximité de la route reliant Ypres à Menin. Engagée du 2 au 14 juin, dans la bataille du mont Sorrel[1].
- 19 juillet - 10 août : retrait du front et mouvement vers la Somme. Engagée dans la bataille de la Somme, dans le secteur de Pozières.
- 10 - 17 août : retrait du front ; repos et mise en réserve de la 1re armée allemande.
- 17 - 22 août : transport par V.F. sur le front de l'est où elle est rattachée au corps des Carpates (général Richard von Conta).
- 22 - 31 août : engagée dans la région du col Yablonitsky et dans la région de Ludowa.
- 1er septembre 1916 - 15 mai 1917 : occupation de secteurs de front dans les Carpates au sein de la 3e armée austro-hongroise vers Vorokhta, Jabłonica, Kőrösmező.

#### 1917
- 15 - 30 mai : retrait du front, repos.
- 31 mai - 30 septembre : transport par V.F. par Máramaros et Szeged vers le front roumain. À partir du mois de juin occupation d'un secteur de front dans la région de Putna et d'Ocna. Au cours du mois de septembre, la division est équipée pour le combat en montagne[1].
- 1er - 24 octobre : retrait du front, mouvement par V.F. sur le front italien puis instruction dans la région de Tolmino.
- 25 octobre - 11 novembre : engagée dans la bataille de Caporetto initialement dans les Alpes juliennes.

28 octobre - 3 novembre : combat pour la prise d'Udine.
4 - 11 novembre : franchissement du Tagliamento, de la Livenza et poursuite des troupes italiennes jusque sur le Piave.
- 12 novembre 1917 - 6 février 1918 : occupation d'un secteur le long du Piave.

#### 1918
- 6 février - 1er mars : retrait du front, instruction dans le Frioul et la Vénétie.
- 2 mars - 6 avril : transport par V.F. sur le front de l'ouest, en Lorraine ; à partir du 19 mars repos et instruction dans la région de Vahl-Ebersing, comme réserve de l'OHL près de la 19e armée
- 7 - 13 avril : départ de Saint-Avold en V.F. pour atteindre Lille, puis montée en ligne dans la région de Neuve-Église.
- 14 avril - 4 août : engagée dans la bataille de la Lys vers Armentières. Puis la division combat autour du Mont Kemmel, de Bailleul[2].

1er - 14 mai : retrait du front repos. À partir du 4 mai, en ligne dans le secteur de Dranoutre.
14 mai - 3 juin : retrait du front, la division est réorganisée dans la région de La Madeleine. Le 11e régiment de réserve est débandé, les effectifs sont répartis dans les deux autres régiments, le 11e régiment de grenadiers, en provenance du front macédonien, complète la division.
3 - 25 juin : en ligne dans le secteur de Voormezele.
25 juin - 4 août : retrait du front, repos dans la région de Gand.
- 4 - 18 août : transport par V.F. dans la région de Péronne, puis occupation d'un secteur du front vers Vrély et Hangest-en-Santerre. Le 8 août, engagée dans la bataille d'Amiens[n 3].
- 18 - 27 août : retrait du front, repos.
- 27 août - 1er septembre : en ligne pour renforcer le front dans la région de Maricourt.
- 2 - 12 septembre : retrait du front, transport en Argonne. La division est reconstituée le 22e régiment de réserve est dissout, ses effectifs sont répartis dans les deux régiments restants. Le 450e régiment d'infanterie en provenance de la 233e division d'infanterie (de) dissoute, complète la division[2].
- 12 - 29 septembre : relève de la 37e division d'infanterie dans la région d'Avocourt[2]. À partir du 26 septembre, engagée dans l'offensive Meuse-Argonne, la division recule petit à petit devant la poussée américaine, elle doit abandonner Cierges-sous-Montfaucon[n 4].
- 30 septembre - 2 novembre : retrait du front, repos et reconstitution dans la région de Juvigny-sur-Loison.
- 2 - 11 novembre : en ligne sur la rive gauche de la Meuse, la division se replie sur la rive droite. Après la signature de l'armistice, la division est transférée en Allemagne où elle est dissoute au cours de l'année 1919.

## Chefs de corps
| Grade           | Nom                       | Date                             |
| --------------- | ------------------------- | -------------------------------- |
| Generalleutnant | Ernst Kuntze              | 6 avril 1915 - 26 août 1916      |
| Generalmajor    | Paul Seydel               | 27 août 1916 - 24 novembre 1917  |
| Generalmajor    | Paul von Drabich-Waechter | 24 novembre 1917 - 12 avril 1918 |
| Generalmajor    | Karl Hoefer (de)          | 13 avril 1918 - 30 avril 1919    |